# Warburgova hipoteza

»Rak, v nasprotju z vsemi drugimi boleznimi, ima nešteto sekundarnih vzrokov. Kljub temu pa obstaja samo eden primarni vzrok. Povedano v nekaj besedah, glavni vzrok raka je nadomestitev (celičnega) dihanja preko kisika v normalnih celicah s fermentacijo sladkorja.«

Warburg na srečanju Nobelovih nagrajencev v Lindau 
Warburgova hipoteza, ki jo je leta 1924 predstavil Nobelov nagrajenec Otto Warburg, predvideva, da naj bi bil glavni vzrok za nastanek rakastih obolenj preklop pri nastajanja energije v obliki adenozin trifosfata (ATP) iz aerobne kemiosmotske sklopitve v anaerobno glikolizo. Po tej hipotezi naj bi se rak obravnavalo kot disfunkcijo mitohondrijev oz. naj bi bil posledica zavrtega celičnega dihanja. Temeljna razlika med normalno in rakavo celico naj bi torej bilo različno razmerje med glikolizo in aerobno respiracijo, kar je znano kot Warburgov učinek.
Danes je znano, da rakasta obolenja nastanejo zaradi mutacij ali povečanega izražanja proto-onkogenov v procesu, imenovanem maligna transformacija, katere posledica je nenadzorovana rast in delitev celic. Opažene presnovne razlike naj bi bile po vsej verjetnosti prilagoditev rakavih celic na hitro proliferacijo celic in s tem na pomanjkanje potrebnih hranil in kisika (hipoksijo).
Koncept preusmeritve nastajanja energije iz aerobnega na anaeroben način z glikolizo je torej postal na splošno sprejet, kljub temu, da to ni glavni vzrok za nastanek raka, pač pa eden od mehanizmov razvoja tega obolenja. Poleg tega je dandanes glikoliza v rakavih celicah osnova za pozitronsko emisijsko tomografijo (PET), pri kateri se preiskovancu vbrizga 2-fluoro-2-deoksi-D-glukozo (F-18), radioaktivni označevalec, za odkrivanje oz. diagnosticiranje rakastega obolenja.